# ミーノ・デ・ロッシ
ミーノ・デ・ロッシ（Mino De Rossi、1931年5月31日 - ）は、イタリア、アルクアータ・スクリーヴィア出身の元自転車競技選手。

## 来歴
1951年
- トラックレース世界選手権 アマ・個人追抜 優勝

1952年
- ヘルシンキオリンピック・団体追抜 優勝（+ マリーノ・モレッティーニ、ロリス・カンパーナ、ギド・メッシーナ）
- トラックレース世界選手権 アマ・個人追抜 2位
- ビアンキ・ピレッリと契約を結んでプロ転向。

1954年
- ジロ・ディ・ロンバルディア 3位

1959年
- ブエノスアイレス6日間レース 優勝（+ ホルヘ・バティス）

1963年
- モントリオール6日間レース 優勝（+ フェルディナンド・テッルッツィ）